# Clémence Saint-Preux
Pour les articles homonymes, voir Saint-Preux (homonymie).
Clémence Langlade dite Clémence Saint-Preux, est une chanteuse et actrice française née le 29 novembre 1988 à Neuilly-sur-Seine. Elle est la fille du compositeur Saint-Preux.

## Biographie
À douze ans, en 2001, Clémence rencontre Johnny Hallyday qui enregistre avec elle la chanson On a tous besoin d’amour qui connaît le succès en France, atteignant la quatrième place du Top 50 en décembre 2001.
Elle est une des artistes figurant sur le single de 2002 Un seul mot d'amour aux côtés de Nuno Resende, Pino Santoro et Philippe d'Avilla. Il atteint la 48e place du classement français et la 20e place du classement belge des meilleures ventes. 
En 2005, Clémence Saint-Preux interprète en duo avec Jean-Baptiste Maunier le single Concerto pour deux voix. Le titre est une adaptation de Concerto pour une voix, composé par son père Saint-Preux en 1969. Fin 2005, Clémence Saint-Preux sort un premier single en solo, « Sans défense », puis en 2006 sort son deuxième titre solo « La vie comme elle vient ».
En 2011, elle joue dans une production cinématographique franco-anglo-chinoise, Perfect Baby aux côtés de Jane March.
En 2015, elle participe à la saison 4 de l'émission The Voice : La Plus Belle Voix mais n'est pas retenue lors des auditions à l'aveugle, au cours desquelles elle interprète la chanson Les Passantes de Georges Brassens.
En 2025, elle sort un ré-engistrement de son single « Sans défense ».

## Discographie

### Singles
- 2001 : On a tous besoin d’amour (avec Johnny Hallyday)
- 2002 : Un seul mot d'amour (avec Nuno Resende, Pino Santoro et Philippe d'Avilla)
- 2005 : Concerto pour deux voix (avec Jean-Baptiste Maunier)
- 2005 : Sans défense
- 2006 : La vie comme elle vient
- 2007 : Où es-tu ?
- 2022 : Les sunlights des tropiques
- 2025 : Sans défense (2025)

### Albums
- 2008 : Bewitching
- 2008 : Mes jours

## Filmographie
- 2011 : Perfect Baby de Jing Wang, avec Jane March et Jean-Baptiste Maunier.

## Conte musical
- 2008 : Jeanne la romantique de Saint-Preux